# Hund und Paapsand
Hund und Paapsand este o arie protejată (sit de importanță comunitară — SCI, arie de protecție specială avifaunistică — SPA) din Germania întinsă pe o suprafață de 2.557 ha, integral marine.

## Localizare
Centrul sitului Hund und Paapsand este situat la coordonatele 53°22′55″N 6°56′21″E / 53.3819°N 6.9392°E.

## Înființare
Situl Hund und Paapsand a fost declarat arie de protecție specială avifaunistică în iunie 2001.

## Biodiversitate
Situată în ecoregiunea atlantică, aria protejată conține 2 habitate naturale: Estuare, Terase mlăștinoase și terase nisipoase neacoperite de apă la reflux.
La baza desemnării sitului se află mai multe specii protejate:
- păsări (24): rață sulițar (Anas acuta), rață lingurar (Anas clypeata), rață fluierătoare (Anas penelope), Anas platyrhynchos platyrhynchos, pietruș (Arenaria interpres), Branta bernicla bernicla, fugaci de țărm (Calidris alpina), scoicar (Haematopus ostralegus), Larus argentatus, pescăruș sur (Larus canus), Larus marinus, pescăruș râzător (Larus ridibundus), sitar de mal nordic (Limosa lapponica), Mergus serrator, Numenius arquata arquata, Numenius phaeopus, Phalacrocorax carbo sinensis, ploier argintiu (Pluvialis squatarola), ciocântors (Recurvirostra avosetta), eider (Somateria mollissima), chiră de baltă (Sterna hirundo), călifar alb (Tadorna tadorna), fluierar cu picioare verzi (Tringa nebularia), fluierarul cu picioare roșii (Tringa totanus)
- mamifere (1): focă obișnuită (Phoca vitulina)